# 5110 Бельджирате
5110 Бельджирате (5110 Belgirate) — астероїд головного поясу, відкритий 19 вересня 1987 року.
Тіссеранів параметр щодо Юпітера — 3,523.